# Ituglanis amazonicus
Ituglanis amazonicus là một loài cá trong họ Trichomycteridae. Nó có thể phát triển đến chiều dài 7.5 cm, nó sống tại lưu vực sông Amazon và sông Suriname. Nó sống chủ yếu trong lạch nhỏ trong rừng với chất nền cát đá. Người ta không biết liệu nó có ăn thịt hay máu của động vật sống hoặc nó sống bằng sát thối. 